# كين لويس (مصرفي)
كين لويس (بالإنجليزية: Ken Lewis)‏ هو مصرفي أمريكي، ولد في 9 أبريل 1947 في ولنوت غروف في الولايات المتحدة.

## وصلات خارجية
- كين لويس على موقع مونزينجر (الألمانية)
- كين لويس على موقع إن إن دي بي (الإنجليزية)